# Hong Kong-Shenzhen Western Corridor

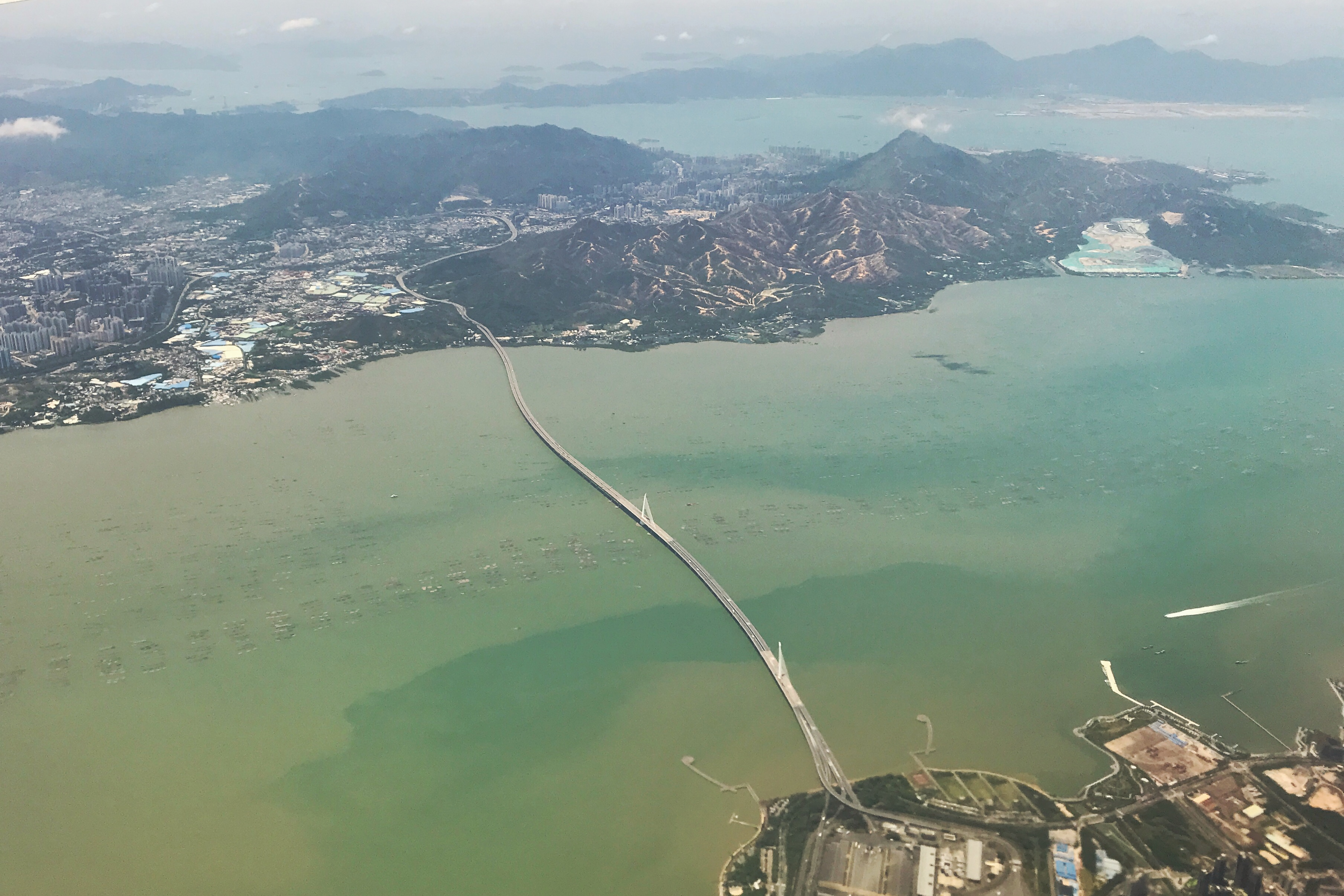
Vue aérienne (juin 2018).

Le Corridor Occidental Hong Kong - Shenzhen, ou Hong Kong - Shenzhen Western Corridor, est une route à deux fois trois voies de 5,5 km qui relie Hong Kong à Dongjiaotou, au sud ouest de Shenzhen, avec toutes les installations de franchissement des frontières entre Hong-Kong et la Chine continentale. Le poste-frontière est ouvert tous les jours de 06:30 à minuit.

## Histoire
La construction du pont de l'autoroute commence en 2003. La section de Hong Kong, soit 3,2 km, ou 2 miles, partie de la route nationale 10, est achevée en 2005. La section de Shenzhen a quelque retard, et les questions juridiques sur l'application de la loi de Hong Kong en coïmplantation des installations de l'immigration et des douanes pour Hong Kong et pour la Chine continentale à Dongjiaotou.[Quoi ?] Le couloir est officiellement ouvert le 1er juillet 2007 par le président de la république populaire de Chine Hu Jintao et le chef de l'exécutif de Hong Kong, Donald Tsang.

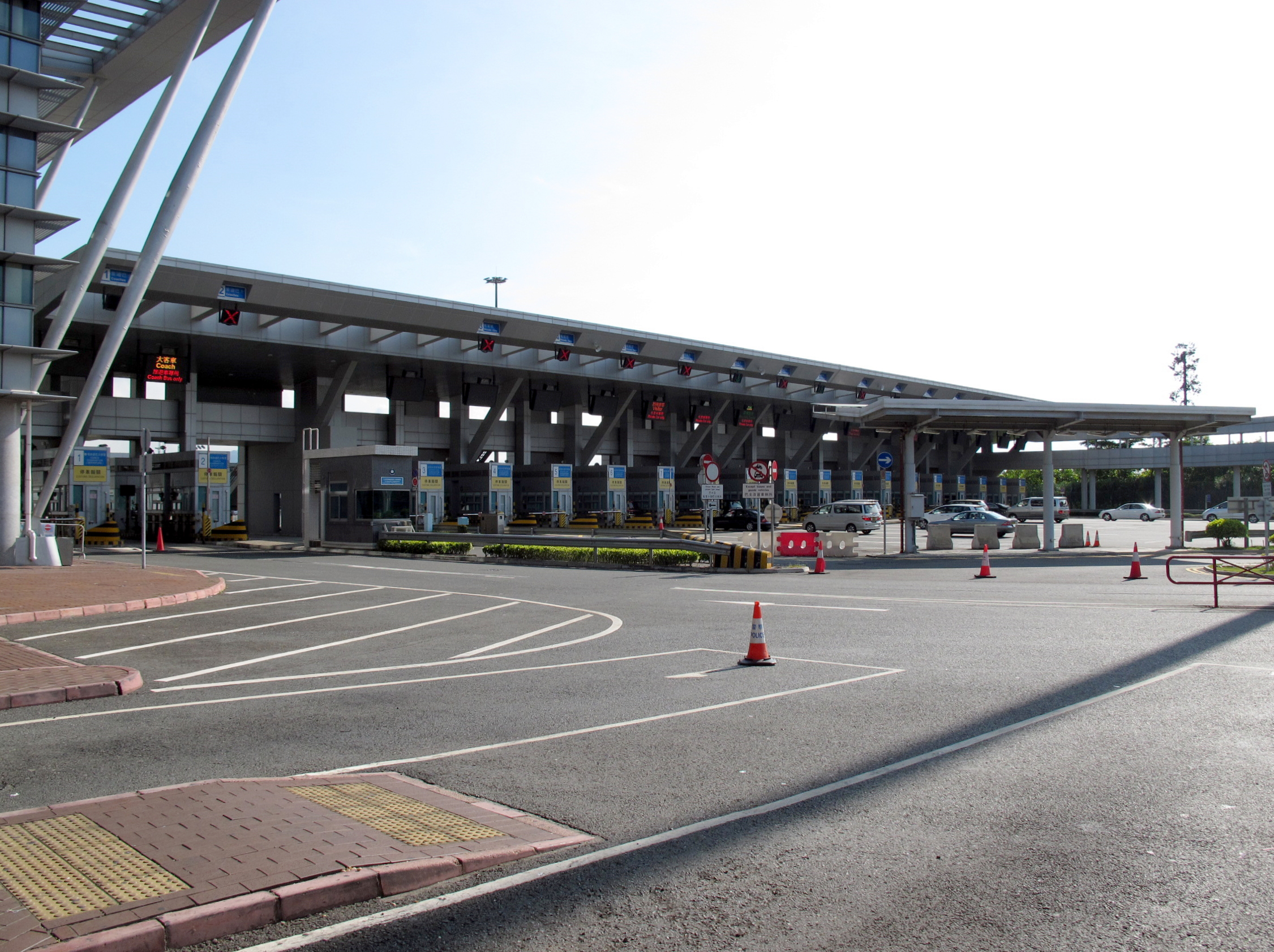
Point de contrôle des véhicules (du côté de Hong Kong).

Le pont a été construit séparément par Hong Kong et la Chine continentale, selon la frontière maritime. Dès l’ouverture, la partie du pont sur le territoire de Shenzhen, le long de la baie de Shenzhen, et les points de contrôle (Shenzhen Bay Control Point), ont été loués à Hong Kong, et, en vertu de la juridiction de Hong Kong, pour une période initiale jusqu'au 30 juin 2047. Ainsi, les lois de Hong Kong s’appliquent à la totalité du pont, dont les points de contrôle, y compris les lois de circulation, et non pas les lois de la république populaire de Chine.
La plus grande partie de l’installation est le pont, de 4770 m (15 650 pieds) qui enjambe la Deep Bay. Le pont à haubans à tour unique autorise les canaux de navigation sud et du nord sur la rivière Sham Chun.
Le pont est prévu pour gérer 58 600 véhicules et 60 000 touristes transfrontaliers par jour. Le passage des frontières, dans les installations de Dongjiaotou, est géré séparément par le Département des douanes et de l'immigration de Hong Kong, et les douanes chinoises.

## Aspects financiers
Le principal acteur financier est la joint-venture Gammon Skanska-MBEC.
Le gouvernement de Hong Kong paie un loyer annuel, au gouvernement de Shenzhen, pour l'utilisation de la zone, d’environ 5 millions de HK $, jusqu'au 30 juin 2047.

## Transport
- Bus franchisés : au moins quatre lignes de bus publics fonctionnent sur ce corridor, exploités par la compagnie New Lantao Bus et Citybu : 
  - B2, de et pour Yuen Long,
  - B3 et B3A de et por différents endroits de Tuen Mun,
  - B3X de et pour Tuen Mun (service express),
  - Port Bay Shenzhen - Yuen Long Station: NLB B2,
  - B2P NLB: Port Bay Shenzhen - Tin Shui Centre Ville Wai,
  - Port Bay Shenzhen - Tuen Mun Ferry Pier: CTB B3,
  - B3A CTB: Port Bay Shenzhen - Tuen Mun (King Estate Shan),
  - B3X CTB: Port Bay Shenzhen - Tuen Mun Centre Ville,
  - Un bus vert 618, public light bus, fonctionne également de et pour la nouvelle ville de Tin Shui Wai.

- Minibus autorisés : 
  - NT 618: Port Bay Shenzhen - Tin Shui Wai (Estate Yan Tin),

- Taxis autorisés :
  - Les taxis urbains et les taxis NT, de Hong Kong, peuvent entrer au point de contrôle.

- Autobus transfrontaliers autorisés à utiliser le corridor : 
  - Jordan - Kowloon Station (Elements) - Shenzhen Bay Control Point - Shenzhen Bay Port - Shenzhen Bao'an International Airport,
  - Sai Wan Ho (Grand Promenade) - Sham Shui Po (Dragon Centre) - Kwai Fong (Metroplaza) - Shenzhen Bay Control Point - Shenzhen Bay Port - Overseas Chinese Town,
  - Kowloon Tong Station - Shenzhen Bay Control Point - Shenzhen Bay Port - Window of the World,
  - Hong Kong International Airport - Shenzhen Bay Control Point - Shenzhen Bay Port,
  - Aberdeen (Ocean Court) - Shenzhen Bay Control Point - Shenzhen Bay Port - Bao'an Station - Shenzhen Bao'an International Airport,

- Les véhicules privés doivent détenir le permis approprié,

- Les véhicules privés sans permis peuvent accéder uniquement à un parking aménagé : prendre la 1re sortie du corridor, au rond-point, suivre l’indication "P", et la direction "Ha Tsuen", tourner à droite, suivre les panneaux "P", au carrefour en T, tourner à gauche puis à droite, etc. Le coût de stationnement est HKD20 par 24 heures ; et de HKD50 pour le trajet en taxi.